# Камери (коммуна)
Камери (итал. Cameri) — коммуна в Италии, находится в регионе Пьемонт, в провинции Новара.
Население составляет 10 755 человек (2008), плотность населения составляет 276 чел./км². Занимает площадь 39 км². Почтовый индекс — 28062. Телефонный код — 0321.
Покровителями коммуны почитаются святой Архангел Михаил, празднование во второй понедельник сентября.

## Демография
Динамика населения:

## Города-побратимы
- Веннес, Швеция (2003)

## Администрация коммуны
- Официальный сайт: http://www.comune.cameri.no.it/ Архивная копия от 3 марта 2010 на Wayback Machine